# Джоново-Валецьке
Джоново-Валецьке (пол. Drzonowo Wałeckie, нім. Drahnow) — село в Польщі, у гміні Члопа Валецького повіту Західнопоморського воєводства.
Населення — 262 особи (2011).
У 1975-1998 роках село належало до Пільського воєводства.

## Демографія
Демографічна структура станом на 31 березня 2011 року:
|          | Загалом | Допрацездатний вік | Працездатний вік | Постпрацездатний вік |
| -------- | ------- | ------------------ | ---------------- | -------------------- |
| Чоловіки | 132     | 28                 | 94               | 10                   |
| Жінки    | 130     | 39                 | 73               | 18                   |
| Разом    | 262     | 67                 | 167              | 28                   |